# Götz Harbsmeier
Götz Harbsmeier (* 13. August 1910 in Weißenburg; † 28. Juni 1979) war ein deutscher evangelischer Theologe und Abt des Klosters Bursfelde.

## Leben
Harbsmeier studierte ab 1930 Evangelische Theologie in Göttingen und Marburg, wo er u. a. Assistent bei Rudolf Bultmann war. Im Herbst 1935 bestand er das theologische Examen und wurde Pfarrer der Bekennenden Kirche in Wilhelmshaven. Bis 1943 nahm er am Zweiten Weltkrieg teil. Nach 1945 erhielt er eine Pfarrstelle in Reiffenhausen. 1952 wurde er Dozent für evangelische Religionslehre an der Pädagogischen Hochschule in Lüneburg, 1962 Ordinarius für Praktische Theologie an der Universität Göttingen, wo er seit 1965 auch als Universitätsprediger amtierte. Sein Lehrstuhlnachfolger wurde Christoph Bizer. Harbsmeier war Mitglied der hannoverschen Landessynode und ab 1971 Abt des Klosters Bursfelde.
Ein Nachlass befindet sich in der Universitätsbibliothek Tübingen (Signatur: Mn 56).

## Auszeichnungen
- Ehrendoktor der Theologischen Fakultät der Universität Bonn (1958)